# Asama Maru (schip, 1929)

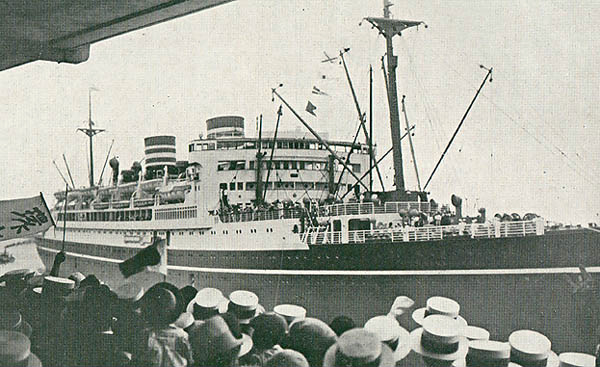
De Asama Maru in 1931.

De Asama Maru (Japans: 淺間丸) was een voormalig Japans passagiersschip van de rederij Nippon Yusen Kaisha Line dat tijdens de Tweede Wereldoorlog werd ingezet in de Stille Oceaan als troepentransportschip voor de Japanse Keizerlijke Marine in de Stille Oceaan.

## Geschiedenis
De zusterschepen Asama Maru en Tatsuta Maru, gebouwd bij Mitsubishi in Nagasaki, waren bestemd voor de trans-Pacificdienst Yokohama-San Francisco.
De Asama Maru mat 16.975 brt. Met haar snelheid van 19 (maximaal 21) mijl, kon ze het traject in twaalf dagen en zeven uur afleggen.
Op 15 september 1929 kwam ze in dienst. Op 2 september 1937 werd ze door een orkaan bij Hongkong op de kust gezet. In 1938 hervatte ze de dienst op de Amerikaanse westkust. Het schip was zwart van romp, met een traditionele witte bovenbouw, maar had nu twee kortere schoorstenen, nu met de rederijkleuren en tevens de Japanse kleuren. De zwarte schoorstenen hadden nu de wit-rood-wit-rood-witte kleurbanden als handelsmerk.
Net zoals de andere passagiersschepen van deze rederij werd de Asama Maru gevorderd door de Keizerlijke Japanse Marine en omgebouwd tot troepentransportschip. 
Ook de Asama Maru viel ten prooi aan een Amerikaanse onderzeeër en wel op 1 november 1944 in de Zuid-Chinese Zee. Het schip bleef nog geruime tijd drijven na de torpedering, zodat de overlevenden, zoals bemanning en troepen, zich nog konden redden. Daarna verdween het voormalige passagiersschip voorgoed in de golven.